# Сюзанна Солтер
Сюза́нна Мадо́ра Со́лтер (англ. Susanna Salter; при народженні — Кі́нсі (англ. Susanna Salter); 2 березня 1860, Ламайра, Огайо, США — 17 березня 1961, Норман, Оклахома, США) — американська політична і громадська діячка, мер Аргонії з 1887 до 1888, перша жінка-мер у США.

## Життєпис

### Молодість
Народилася 2 березня 1860 року поблизу невключеної території Ламайра, Огайо, у сім'ї Олівера й Теріси Кінсі, нащадків квакерських колоністів з Англії. Коли їй виповнилося 12, родина переїхала до Канзасу, де стала жити на фермі площею 80 акрів у Сілвер-Лейку. Вісім років потому Сюзанна вступила до Канзаського сільськогосподарського коледжу (нині — Університет штату Канзас). На підставі того, що Сюзанна пройшла вишкіл у старших класах, вона почала навчання з другого курсу. Проте навчання їй скінчити не вдалося: через проблеми зі здоров'ям, усього за шість тижнів до випуску вона закинула коледж.

### Громадська діяльність в Аргонії
Бувши студенткою, Сюзанна познайомилася з Льюїсом Солтером, адвокатом-початківцем і сином колишнього віцегубернатора Канзасу Мелвіла Солтера. Вони одружилися, а згодом переїхали до місцини під назвою Аргонія, де Сюзанна провадила громадську діяльність у Жіночому християнському союзі за тверезість і партії прогібіції, а також познайомилася з відомою активісткою Керрі Нейшн.
1883 року Солтер народила першу дитину, яку назвали Френсіс Аргонія Солтер. Загалом вона народила дев'ятьох дітей (одна дитина народилася під час перебування Солтер на посаді та померла в ранньому дитинстві). 1885 року Аргонія отримала статус міста, першим його мером став батько Сюзанни, а чоловік Льюїс став міським канцеляристом.

### Служба на посаді мера
Солтер було вибрано мером Аргонії 4 квітня 1887 року. Перемога була несподіваною, позаяк кандидатуру Солтер глузливо висунула група чоловіків, які хотіли довести, що жінка не здатна одержати виборну посаду. Солтер гадки не мала, що її ім'я є в списку кандидатів, аж поки не відкрилися виборчі дільниці. Дізнавшись про це, вона погодилася обійняти посаду в разі обрання. Жіночий християнський союз за тверезість оголосив про підтримку її кандидатури. До того ж місцевий голова Республіканської партії вирядив до її дому делегацію однопартійців, заявивши, що вони також підтримують її на виборах.
Перемога Солтер на виборах зробила її першою жінкою-мером в США, і це стало приводом для безлічі дискусій і уваги з боку преси. На одному з перших міських засідань був присутній дописувач з Нью-Йорка, який позитивно схарактеризував Солтер як керівницю. Новина про обрання жінки-мера поширилася далеко за межі Аргонії, зокрема, про цю події було написано в газетах Швеції й Південної Африки. Солтер стала отримувати безліч листів підтримки від діячів жіночого руху. Восени 1887 року Сюзанну запросили на Конвенцію об'єднання за жіноче виборче право. Вона була присутня там разом зі Сьюзен Ентоні, Рейчел Фостер Ейвері й Генрі Блеквелом, чоловіком Люсі Стоун.

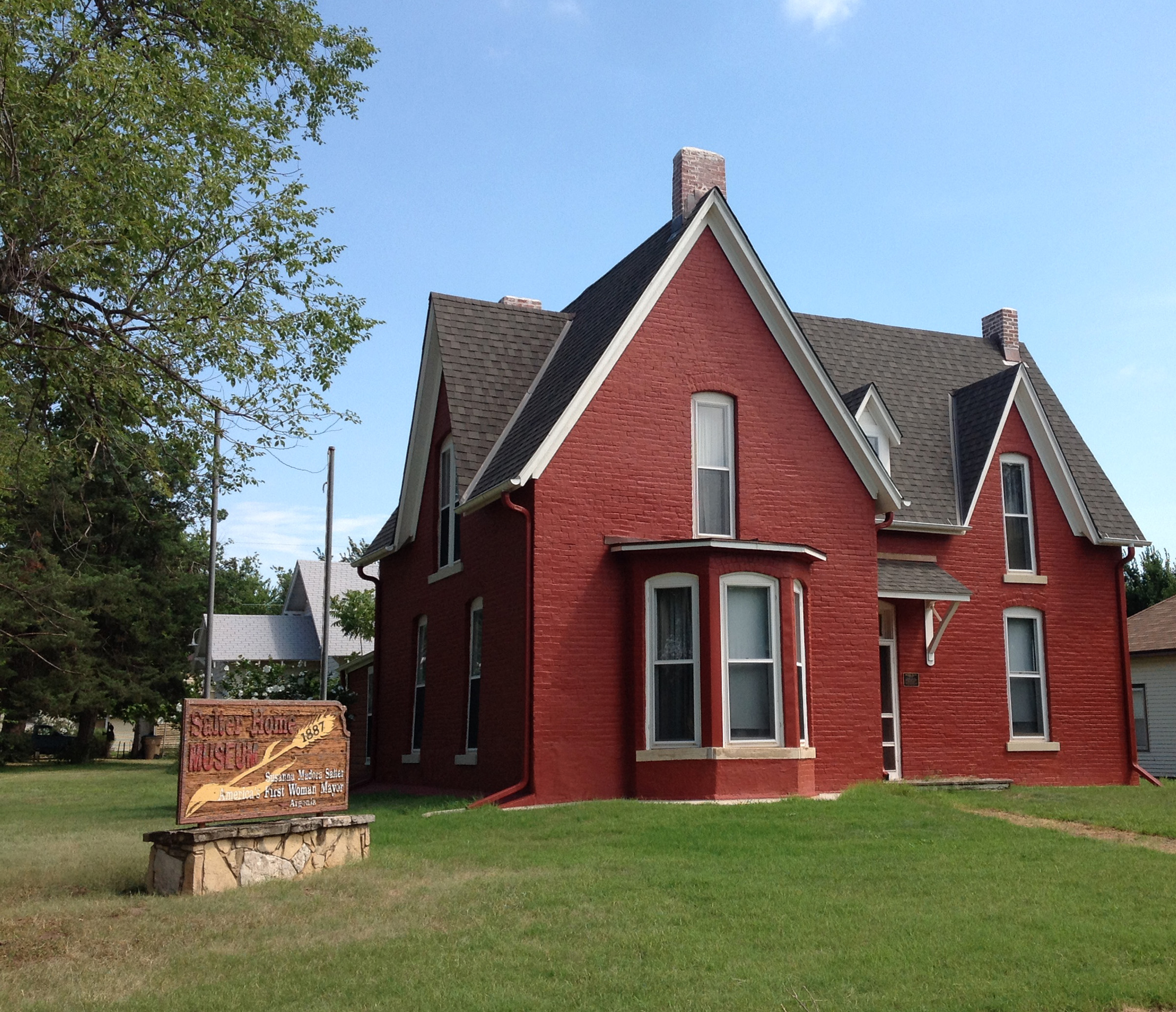
Будинок, де мешкала Солтер.

За рік служби Солтер отримала всього один долар зарплатні. Після річного перебування на посаді Солтер не стала домагатися переобрання.

### Відставка
Коли Солтер пішла з посади, їхня родина продовжила жити в Аргонії до 1893 року, поки її чоловік не придбав землю у Черокському заріжку в Альві, Оклахома. Через десять років життя в Альві, вони переїхали в Огасту (в тому ж штаті), де Льюїс провадив юридичну практику і заснував газету «Гедлайт». Деякий час потому подружжя переїхало в містечко Кармен. Після смерти чоловіка 1916 року, Сюзанна переїхала до Нормана, де її молодша дитина здобувала освіту в Університеті Оклахоми.

### Смерть
Солтер померла у Нормані, штат Оклахома, у віці 101 року. Похована на цвинтарі Аргонії разом зі своїм чоловіком.

## Пам'ять
1933 року на громадській площі Аргонії було встановлено пам'ятну бронзову дошку, яка вшановувала Солтер як першу жінку-мера в США.
Будинок, в якому вона жила під час перебування на посаді, було внесено до Національного реєстру історичних місць США у вересні 1971 року.

## Примітка
1. 1 2 3 4 5 6 7 8  Susanna Madora Salter -- First Woman Mayor by Monroe Billington, Autumn 1954. www.kancoll.org. Процитовано 14 травня 2020.
2. 1 2 3 4 5 6 7 8 9 10 11  Susanna Madora Salter. Emily Taylor Center for Women & Gender Equity (англ.). 22 травня 2013. Архів оригіналу за 23 жовтня 2017. Процитовано 14 травня 2020. [Архівовано 2017-10-23 у Wayback Machine.]
3. 1 2  Susanna M. Salter: The first woman mayor in the United States. The Vintage News (англ.). 16 квітня 2017. Процитовано 14 травня 2020.
4. 1 2 3 4  Weatherford, Doris. Women in American Politics: History and Milestones. SAGE Publications, 2012, с. 240.
5. ↑  Susanna Madora Salter. National Women's History Museum (англ.). Процитовано 14 травня 2020.
6. ↑  Asset Detail. npgallery.nps.gov. Процитовано 14 травня 2020.